# Carla Del Ponte
Carla Del Ponte (Bignasco, 9 febbraio 1947) è un magistrato svizzero.
È stata procuratrice capo del Tribunale penale internazionale per l'ex-Jugoslavia dal 1999 al 2007 e ambasciatrice svizzera in Argentina dal 2008 al febbraio 2011.

## Biografia

### Attività
Dopo aver trascorso la sua infanzia e l'adolescenza a Bignasco, dove il padre gestisce un albergo con ristorante, studia legge a Berna e a Ginevra, ottenendo nel 1972 la patente di avvocato e notaio. Una volta finiti gli studi, esercita la professione di avvocato dapprima in uno studio d'avvocatura a Lugano, in seguito, dal 1975, in uno studio proprio. L'attività svolta, pur essendo proficua dal profilo dell'esperienza, non corrisponde alle sue ambizioni. Il suo unico figlio - Mario Timbal, attuale direttore generale della RSI - nasce nel 1977.

### La carriera nella Magistratura svizzera
Nel 1981 è nominata giudice istruttore, funzione che eserciterà per tre anni, prima di essere nominata alla carica di procuratrice pubblica per il Sottoceneri a Lugano. Istruisce in particolare cause di criminalità economica, di traffico internazionale di droga e di crimine organizzato.
Grazie ad una buona dose di caparbietà e alle consistenti competenze progressivamente acquisite, attorno a lei si crea presto una fama di giudice temibile e scomodo, tanto da essere soprannominata Carlina la peste. L'attività su questo tipo di reati richiede di ampliare le indagini fuori dai confini svizzeri, per questo avvia diverse collaborazioni con gli organi giudiziari di altri paesi; in particolare è da menzionare la proficua collaborazione con Giovanni Falcone, che consente tra l'altro di provare il legame tra il riciclaggio di denaro effettuato in Svizzera e la mafia siciliana nel quadro dell'indagine, avviata già nel 1979, sul traffico di droga tra Italia e Stati Uniti denominata "pizza connection".
Il 21 giugno 1989, mentre queste indagini sono in corso, sfugge - grazie a una provvidenziale serie di circostanze - a un attentato nella casa di Palermo di Giovanni Falcone, nelle cui vicinanze era stato nascosto dell'esplosivo. Il giudice Falcone sarà assassinato dalla mafia nel 1992, insieme alla moglie e alla scorta, nella cosiddetta Strage di Capaci.
Il 1º aprile 1994 è nominata Procuratrice generale della Confederazione elvetica e diventa membro della commissione federale "criminalità economica". Nel suo nuovo mandato federale si fissa come priorità di combattere contro il crimine organizzato e contro le mafie di qualsiasi origine, che trovano complicità in Svizzera. La piazza svizzera, così come altre piazze finanziarie, è utilizzata infatti da associazioni criminali desiderose di mettere al sicuro il denaro proveniente dalle loro attività illecite: quali essenzialmente e principalmente il traffico di droga, armi, corruzione, ma anche la frode fiscale. Questo programma causa la resistenza di certi ambienti finanziari, dove l'azione della Procuratrice generale suscita preoccupazioni, sfiducia e persino una certa ostilità, visto che gli intermediari finanziari e bancari svizzeri temono di perdere i privilegi di cui beneficiano all'epoca con una legislazione protettiva nei loro confronti. Per permettere una migliore trasparenza nella ricerca e nella persecuzione del riciclaggio di denaro, fa pressione sugli esponenti del Parlamento e del Governo perorando una modifica della legislazione. Grazie anche a questa opera, il 1º aprile 1998 entra in vigore in Svizzera la Legge sul riciclaggio di denaro, la quale introduce delle norme di diligenza molto severe che riguardano gli intermediari finanziari, e pertanto anche le banche.

### La carriera internazionale
Dopo aver lavorato per cinque anni nella magistratura svizzera, nel 1999 diventa procuratore del Tribunale penale internazionale per l'ex-Jugoslavia (ICTY), sostituendo Louise Arbour e viene contemporaneamente incaricata di seguire il dossier sul genocidio in Ruanda nel Tribunale penale internazionale per il Ruanda, ma nel 2003 deve rinunciare al mandato per le pressioni del governo ruandese che la accusa di rallentare l'iter giudiziario. A questa carica viene sostituita con Hassan Bubacar Jallow. Il mandato di procuratrice per l'ICTY scade nel dicembre 2007; il suo successore è il giudice belga Serge Brammertz, già presidente della commissione d'inchiesta sull'assassinio di Rafīq al-Ḥarīrī.
Dal gennaio 2008 al febbraio 2011 ricopre la carica di ambasciatore svizzero in Argentina. La sua nomina a questa carica aveva suscitato sorpresa; è piuttosto inusuale per la Svizzera conferire un mandato di ambasciatore ad una persona non cresciuta nei ranghi diplomatici.

## Le critiche
Nella sua carriera non ha mancato di suscitare un gran numero di critiche - positive ma anche negative - e polemiche, prima per i suoi interventi in ambito finanziario e poi per quelli in ambito internazionale.
Sul piano interno, ha ottenuto che venisse modificata la legislazione svizzera in materia economica, ma le numerose inchieste avviate non hanno portato di fatto alle incriminazioni eccellenti che molti si sarebbero aspettati, il che ha alimentato i sospetti di una sua certa qual connivenza con gli ambienti finanziari internazionali, che ne avrebbero favorito l'ascesa.
La presunta protezione delle lobby svizzere, i problemi nel portare a conclusione le inchieste sui crimini nella ex-Jugoslavia e il ruolo nella caduta di Boris El'cin, sono state ipotizzate in un'intervista del 2002 della rivista radicale tedesca Konkret a Felipe Turover. Turover dichiara che avrebbe insabbiato gran parte dell'inchiesta che collegava la società Mabetex di Lugano, al Russiagate e che l'operazione sarebbe stata orchestrata dall'amministrazione Clinton e soprattutto dall'allora Segretario di Stato Madeleine Albright, preoccupata di limitare l'influenza di El'cin dopo l'occupazione da parte delle truppe russe dell'aeroporto di Pristina. Tutte queste accuse non sono state provate.
In un'intervista del dicembre 2007 al quotidiano bosniaco Dnevni Avaz, l'ex primo vice procuratore capo del Tribunale Penale Internazionale per la ex Jugoslavia Geoffrey Nice ha criticato Carla Del Ponte affermando che "ha agito come un politico dilettante più che come un magistrato", che "la sua implicazione nella politica è stata inappropriata e inaccettabile" facendo anche allusioni - non meglio specificate - su istruzioni che la procuratrice avrebbe ricevuto sulle persone da incriminare, rimproverandola di aver montato imputazioni "deboli".

## Onorificenze
- Il 13 gennaio 2001 riceve il premio Zolfanello d'oro del Comune di Dogliani «in considerazione del ruolo attivo che sta svolgendo per l'affermazione dei diritti fondamentali della persona umana nel mondo intero» e per «aver saputo accendere la speranza nella giustizia».[10]
- Nel 2002 le viene conferita una laurea honoris causa all'Università Cattolica di Lovanio per il suo impegno nella difesa dei diritti fondamentali dell'uomo.[11]
- Nel 2002 le viene attribuito il "premio della pace di Westfalia" per il suo coraggio esemplare nella messa in luce dei delitti della ex Jugoslavia.
- Il 23 marzo 2006 le viene attribuito, con motivazioni identiche a quelle già espresse per il premio Westfalia, il premio della fondazione Wartburg di Eisenach riservato a personalità distintesi a favore dell'unità europea.[12]
- Il 20 settembre 2007 la Hochschule für Wirtschaft HSW Luzern (Scuola universitaria di economia Lucerna) le conferisce il premio "Corporate Women Award Switzerland 2007".[13]
- Il 21 settembre 2007 Soroptimist, organizzazione mondiale di donne attive professionalmente, le conferisce il premio per la pace 2007 "per il suo grande impegno in favore dei diritti umani, della pace e della giustizia sociale".
- Il 12 gennaio 2008, al sesto gala "Swiss Award", una giuria di cento personalità la designa personaggio svizzero dell'anno nel settore della politica per il suo lavoro alla testa del Tribunale penale internazionale sulla ex Jugoslavia.[14]